# A Noszty fiú esete Tóth Marival (film, 1960)
A Noszty fiú esete Tóth Marival 1960-ban készült fekete-fehér magyar filmszatíra. A kor egyik legnépszerűbb filmje volt Magyarországon, több mint három és fél millió néző vett rá jegyzet.

## Szereplők
- Uray Tivadar – Noszty Pál
- Mécs Károly – Noszty Feri
- Krencsey Marianne – Noszty Vilma
- Páger Antal – Tóth Mihály
- Fónay Márta – Tóth Mihályné
- Petényi Ilona – Tóth Mari
- György László – Kopereczky
- Mezey Mária – Homlódyné
- Pécsi Sándor – Pázmár doktor
- Csűrös Karola – Rozál
- Kovács Károly – Palojtay
- Szakáts Miklós – Stromm ezredes
- Kaló Flórián – Kozsehuba
- Bodrogi Gyula – Malinka

### További szereplők
Ágh Éva, Ágh Tihamér, Bakó Márta, Baranyi László, Barsy Béla, Basilides Zoltán, Berczy Géza, Bognár Gábor, Csala Zsuzsa, Deésy Alfréd, ifj. Gonda György, Gonda György, Győrffy György, Horkai János, Kiss László, Lengyel András, Márkus László, Pádua Ildikó, Pethes Ferenc, Prókai István, Romhányi Rudolf, Sármássy Miklós, Siménfalvy Sándor, Surányi Imre, Szemere Sándor, Szendrő József, Szirmai György, Tassy András, Verebély Iván, Vetró Margit, Zala Karola és még sokan mások.